# Bang Boom Bang - Ein Todsicherer Soundtrack
Bang Boom Bang - Ein Todsicherer Soundtrack è la colonna sonora del film Bang Boom Bang realizzata dal gruppo tedesco H-Blockx con la collaborazione di altri artisti e band tedesche ed internazionali. Viene pubblicata nel 1999 dalla Sing Sing/BMG.

## Tracce
| Num. | Interprete                            | Titolo                   | Durata |
| ---- | ------------------------------------- | ------------------------ | ------ |
| 1.   | Christian Kahrmann & Alexandra Neldel | Zickentour               | 0:36   |
| 2.   | H-Blockx                              | Time Of My Life          | 3:20   |
| 3.   | H-Blockx                              | B.L.O.C.K.X. FM          | 4:00   |
| 4.   | H-Blockx                              | Let It Go                | 3:14   |
| 5.   | H-Blockx                              | Going Down               | 5:18   |
| 6.   | H-Blockx                              | Til’s Theme              | 1:08   |
| 7.   | Ralf Richter                          | Ist der geil…!?          | 1:16   |
| 8.   | H-Blockx feat. Dr. Ring-Ding          | Hell Of A Guy (Whatever) | 4:08   |
| 9.   | H-Blockx                              | Fly (Chillout version)   | 3:34   |
| 10.  | H-Blockx                              | Take Me Home             | 4:00   |
| 11.  | Lofilers                              | On The Move              | 3:19   |
| 12.  | Guano Apes                            | Get Busy                 | 3:25   |
| 13.  | Motörhead                             | I Don’t Believe A Word   | 6:31   |
| 14.  | Lou Bega                              | Tricky, Tricky           | 3:24   |
| 15.  | Orange but Green                      | Honesty (Crime)          | 3:21   |
| 16.  | Dr. Ring-Ding & The Senior Allstars   | I Know                   | 3:54   |
| 17.  | Ellen ten Damme                       | Get Away                 | 3:37   |
| 18.  | Diether Krebs & Christian Kahrmann    | Alkoholiker              | 0:52   |
| 19.  | Martin Semmelrogge                    | Schlucke                 | 5:40   |
| 20.  | Diether Krebs & Christian Kahrmann    | Über alle Berge          | 0:26   |
| 21.  | Rainer Kühn                           | Airport Theme            | 4:31   |
| 22.  | Rainer Kühn                           | Keek & Andy              | 3:28   |
| 23.  | Rainer Kühn                           | The Burglary             | 3:08   |